# Vilsalpsee

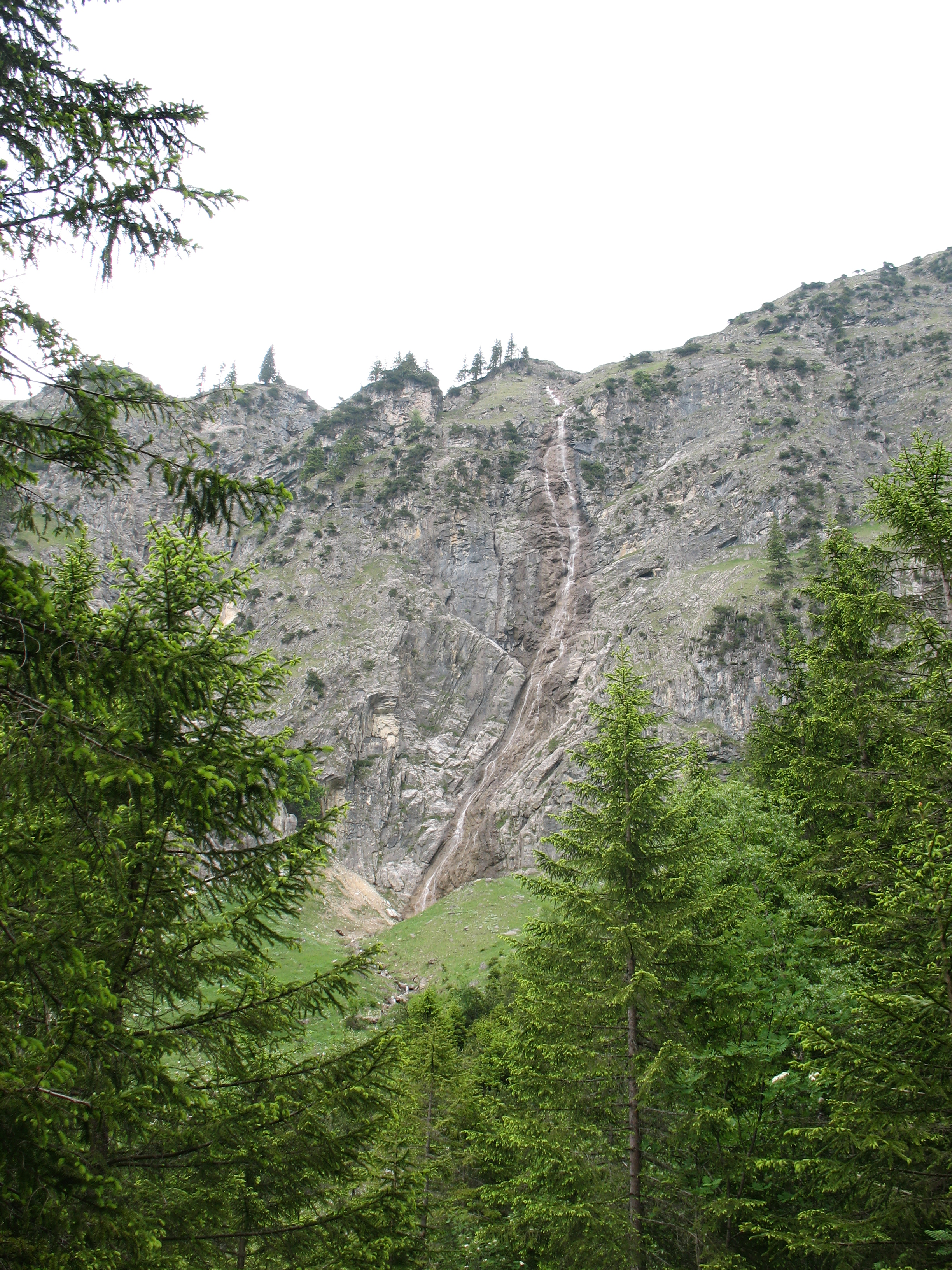
Südöstlicher Zufluss

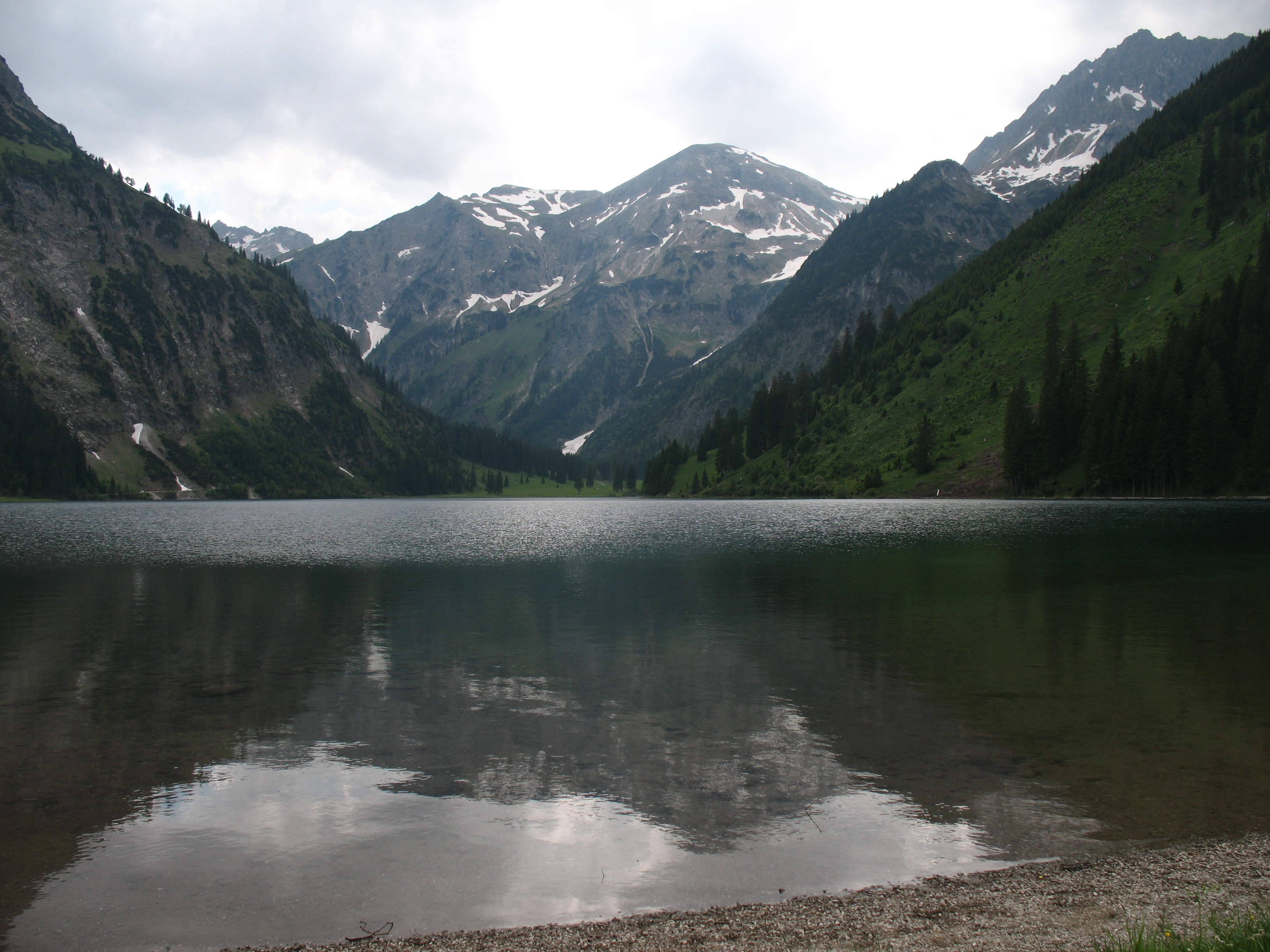
Vilsalpsee nach Südwesten

Der Vilsalpsee ist ein 1165 m hoch gelegener See im österreichischen Teil der Allgäuer Alpen. Ihn durchfließt der Fluss Vils. Unterhalb von Gaishorn und Rauhhorn gelegen, ist er ein vielbesuchtes Touristenziel im Tannheimer Tal. Um den See führt ein leichter Wanderweg, über den am Talende der Bergaicht-Wasserfall erreicht wird. Seit 1957 umgibt ihn das Naturschutzgebiet Vilsalpsee, in dem viele Arten gedeihen, darunter seltene Orchideen. Für den Haubentaucher stellt der See das höchstgelegene Brutgebiet Österreichs dar.

## Lage und Umgebung
Der Vilsalpsee gehört zum Bundesland Tirol, Bezirk Reutte, Gemeinde Tannheim. Er befindet sich im Vilsalptal, einem südlichen Nebental des Tannheimer Tals, das von Südwest nach Nordost verläuft. Am Übergang vom Vilsalptal zum Tannheimer Tal befindet sich der Ort Tannheim. Von hier führt eine Straße bis zum Nordufer, die sich als gesperrter Fahrweg bis ans Talende im Südwesten fortsetzt.
Die umliegenden Berge gehören zu den Ostalpen und werden dort zu den Nördlichen Kalkalpen gezählt. Sie sind Teil der Vilsalpseeberge, die den Allgäuer Alpen zugerechnet werden. Umgebende Berge sind im Uhrzeigersinn die Sulzspitze (2.084 m), Blässe (1.961 m), Geierköpfl (1.872 m), Rote Spitze (2.130 m), Kugelhorn (2.126 m), Rauhhorn (2.241 m) und Gaishorn (2.247 m).

## Zu- und Abfluss
Es gibt zwei oberirdische Zuflüsse in den Vilsalpsee. Aus Südosten kommt ein Zufluss aus dem Traualpsee-Abfluss und einem Wasserfall zwischen Blässe und Schochenspitze zu Stande. Aus dieser Richtung hat sich auch ein Schwemmfächer im See gebildet. Der zweite Zufluss kommt aus Westen und entsteht zwischen Rauhorn und Gaishorn. Dazu kommen weitere zwei, unterirdische Zuflüsse. Neben dem oberirdischen Abfluss des Traualp-Stausee besteht eine unterirdische Wasserleitung, die südwestlich des natürlichen Zuflusses in den Vilsalpsee mündet. Vom hinteren Teil des Vilsalptales bekommt der See Zulauf durch das versickernde Abflusswassers des Alplesees.
Einziger Abfluss des Vilsalpsee ist die Vils, die am nördlichsten Teil des Sees entfließt. Auf ihrem Weg ins Tannheimer Tal fließen Gappenfeld- und Kesselbach zu. Nach der Vereinigung mit der Berger Ache strömt die Vils dem Lech zu. Damit entwässert der See über die Donau ins Schwarze Meer.

## Geologie
Entstanden ist der Vilsalpsee durch glaziale Vorgänge während der Kaltzeiten des Quartärs. Der Gletscher im Vilsalptal war ein Seitenarm des Lechtalgletschers. Zunächst hatte das Eis eine Mulde in den Talboden geschürft. Im Anschluss lagerte sich eine Moräne ab, die die Bäche aus den umliegenden Bergen aufstaute. Auch die umgebenden Hänge sind eiszeitlich geprägt und bestehen aus Kar-Stufen. Die zum See hin flacheren Hänge sind mit Buckeln besetzt.
Östlich des Vilsalpsees befindet sich im Bereich von Schochen- und Sulzspitze die geologische Grenze zwischen der Allgäu-Decke und der Lechtaldecke mit Gesteinen aus der Trias. Es bestehen Überschiebungen und die Schichten sind gefaltet. Größtenteils besteht das Gebiet um den Vilsalpsee aus Hauptdolomit. In Mulden, dem Boden einer Falte, ist das Gestein öfter aus Rotem Adneter Kalk aufgebaut. Die weniger steilen Hänge werden aus jurazeitlichem Fleckenmergel und Aptychenkalk gebildet.
Seit dem September 2012 ist das Ostufer des Vilsalpsee von mehreren, teilweise großen Felsstürzen betroffen und daher der Weg dort gesperrt. Der bisher größte Sturz ereignete sich an der Blässe (Stand: Juli 2013). Es droht aber durch einen etwa 100 Meter langen und bis zu zwei Meter breiten Felsspalt an der Blaich möglicherweise ein Felssturz noch größeren Ausmaßes. Dieser könnte laut der Landesgeologie beim Land Tirol ein Drittel des Sees verschütten.

## Klima
Die Klimazone, in der der Vilsalpsee liegt, ist nach der Köppen-Klassifikation „feuchtgemäßigt mit warmen Sommern“ (Cfb). Der See liegt in der globalen Westwindzone, die mit atlantischer Feuchtluft versorgt wird. Dabei befindet sich der See in einer Umgebung, die als erstes orographisches Hindernis den Luftmassen entgegensteht, was zu einer erhöhten Niederschlagsaktivität führt. Regionale Gegebenheiten wie die Gebirgslage führen zu einem alpinen Klima, das durch feuchte Sommer, trockenen Herbst und schneereiche Winter geprägt ist.

## Natur

Naturschutzgebiet

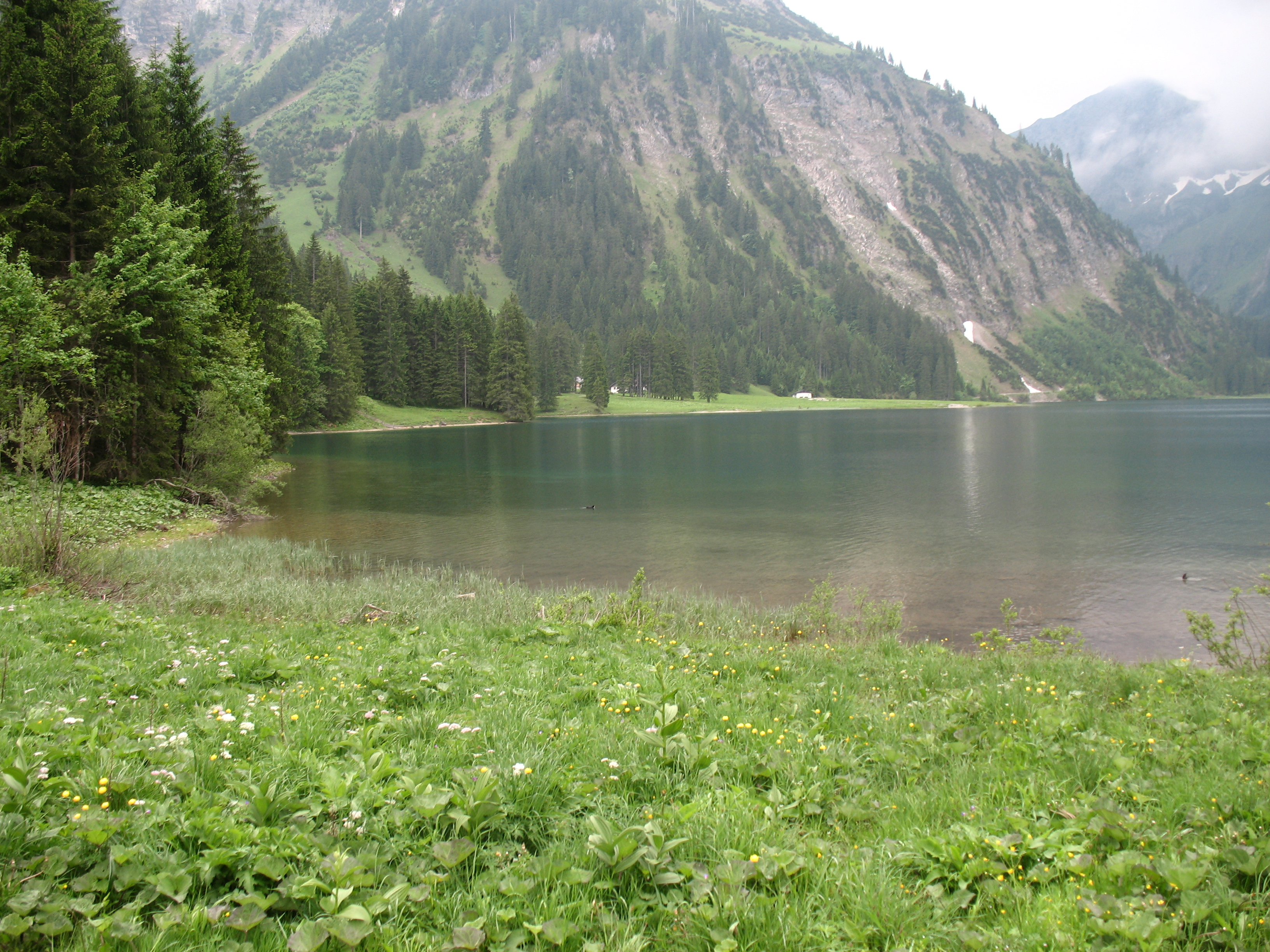
Uferbewuchs

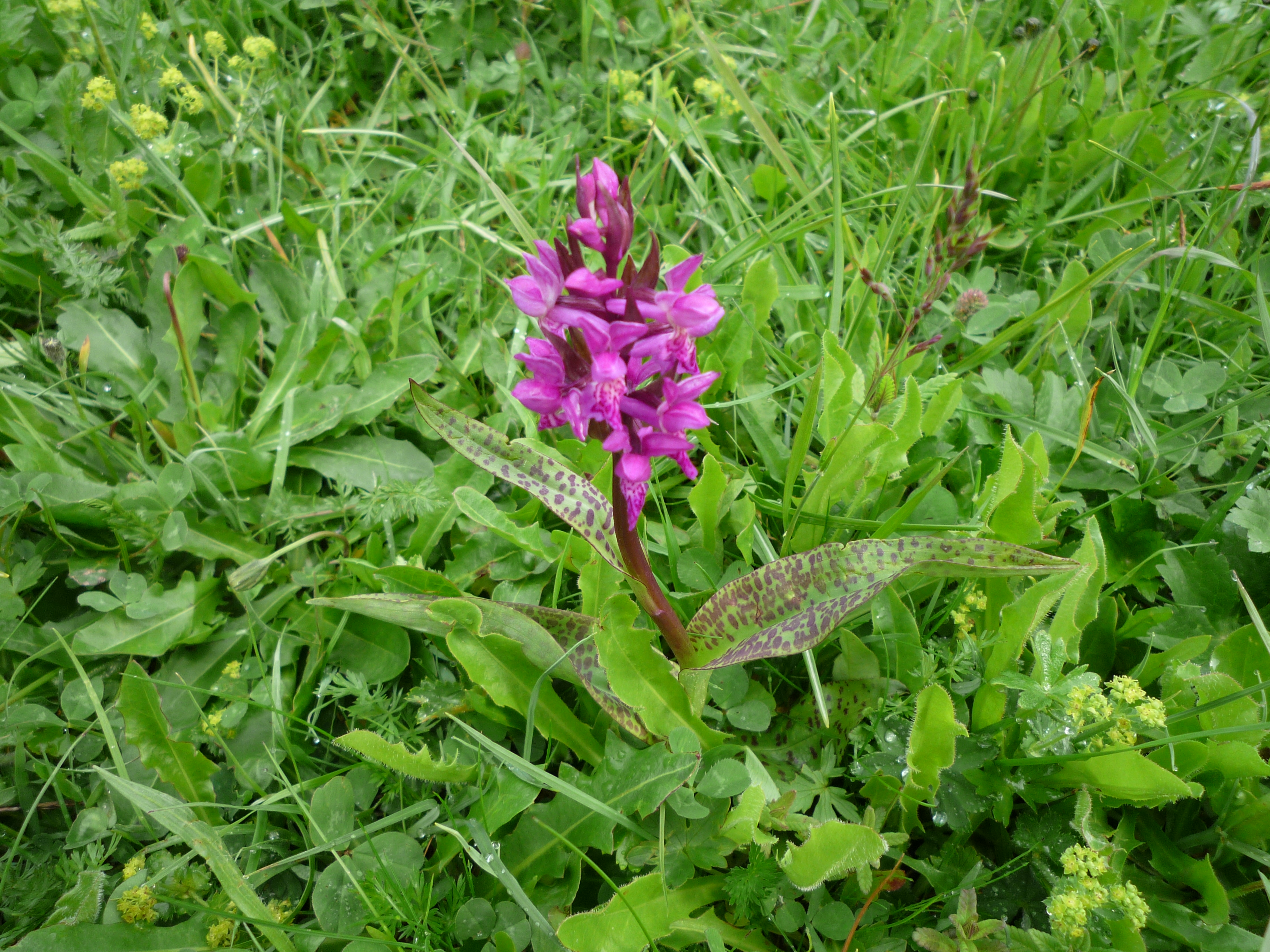
Knabenkraut

Das Gebiet um den Vilsalpsee steht seit 1957 unter Naturschutz und gehört heute zum Naturschutzgebiet Vilsalpsee, das auch Natura-2000-Gebiet ist. Es erstreckt sich über die Gemeindegebiete von Tannheim und Weißenbach (beide Bezirk Reutte) und inkludiert die höhergelegenen Lache, Traualpsee und den Alplsee.
Aus Naturschutzgründen ist die Zufahrt zum See mit privaten PKW von 8 bis 17 Uhr gesperrt.

### Flora
Um die 700 Pflanzenarten werden um den See herum gezählt. Darunter befinden sich auch seltene und gefährdete Pflanzen.
Im Uferbereich des Vilsalpsees finden sich Unterwasserrasen, die aus Laichkraut und Armleuchteralgen gebildet werden. In den Verlandungsbereichen gibt es zudem Schnabel-Segge, Teich-Schachtelhalm und Sumpf-Teichfaden. Moorige Bereiche im Südwesten des Sees und wassernahe Feuchtwiesen beherbergen Scheuchzers Wollgras, Braun-Segge, Sumpf-Herzblatt, Schachtelhalme und Alpen-Fettkraut. In den umgebenden subalpinen Rasen existieren Gelber Enzian, Beblättertes Läusekraut sowie seltene Orchideen wie Grüne Hohlzunge, Breitblättriges Knabenkraut und Brand-Knabenkraut.

### Fauna
Als Brut- und Lebensraum für Vögel ist der Vilsalpsee von herausragender Bedeutung für Tirol und Österreich. Für den Haubentaucher ist der See das höchstgelegene bekannte Brutgebiet Österreichs und eines von insgesamt Dreien in Tirol. Ein unregelmäßiger Brutgast ist der Gänsesäger, der vermutlich immer wieder aus dem Lechtal einzieht. Zudem brüten Stockente, Blässhuhn und Reiherente regelmäßig am See.
Im Moor am Südwestende des Sees finden sich Amphibien-Nester von Alpensalamander, Erdkröte und Grasfrosch. Fische, die im Vilsalpsee schwimmen, sind Bachforelle, Seeforelle und der Seesaibling. Arten, die zur Nahrungsaufnahme bis zum Ufer kommen, sind Rothirsch, Feldhase und Dachs.

## Tourismus

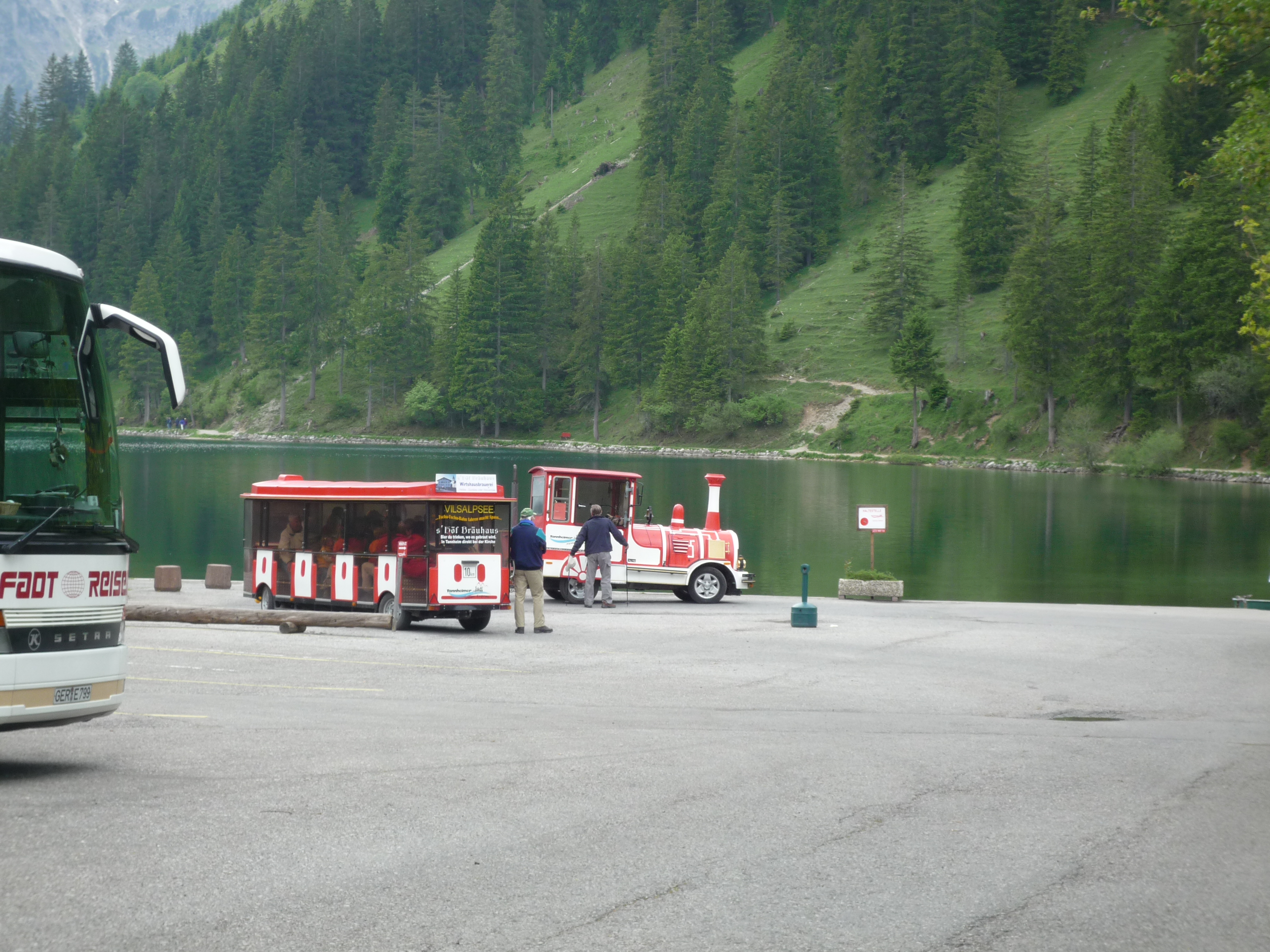
Bummelzug

Für Touristen steht am Vilsalpsee eine vielfältige Infrastruktur zur Verfügung. Am Nordufer befindet sich ein gebührenpflichtiger Parkplatz, Zufahrt bis 8 Uhr und ab 17 Uhr, sowie die Restaurant-Cafés Gasthof Vilsalpsee und Fischerstube. Etwas vom Westufer entfernt befindet sich die Vilsalpe, eine landwirtschaftlich bewirtschaftete Alm mit Jausenstation. Zum Vilsalpsee führt von Tannheim aus eine Bus-Linie. Touristische Transporteinrichtungen sind ein Pferdekutschen-Verkehr und ein Bummelzug vom Parkplatz an der Tourist-Info Tannheim, alternativ gibt es einen Fußweg, der großenteils durch eine Wald-, Wiesen- und Flusslandschaft führt. Es gibt einen Bootsverleih und im See kann geangelt werden.
Seit mehreren Bergstürzen 2013 ist der Weg an der Ostseite zwischen Kraftwerk und Vilsalpe aus Sicherheitsgründen gesperrt, der See kann nicht mehr komplett umrundet werden. Der Aufstieg jedoch zur Oberen Traualpe bzw. Landsberger Hütte ist ohne Einschränkung möglich. Der Weg auf der Westseite wurde deshalb verbreitert, um Versorgungs- und Rettungsfahrzeugen die Zufahrt zur Vilsalpe usw. zu ermöglichen (Stand: Oktober 2014). Eine Erweiterung dieses Weges führt ins hintere Vilsalptal, von wo der Bergaicht-Wasserfall betrachtet werden kann. Der See ist Ausgangspunkt für zahlreiche Wanderwege. Weg 425 ist der Zugang zur Landsberger Hütte beim Traualpsee, von wo die umliegenden Berge bestiegen werden können. Ab der Vilsalpe zieht Weg 424 nach Westen hinauf zum Jubiläumsweg, von dem aus Gaishorn und Rauhhorn erklommen werden können. Vom Parkplatz bietet sich auf Weg 59 die Möglichkeit eines Übergangs ins Älpeletal im Nordwesten.

## Film
- Der Fjord in den Bergen. Ein Jahr am Vilsalpsee. Dokumentarfilm, Deutschland, 2010, 44 Min., Buch und Regie: Christian Hermann, Produktion: BR, Reihe: natur exclusiv, Erstsendung: 27. März 2010 beim BR, Inhaltsangabe von ARD, u. a. mit dem Allgäuer Berufstaucher Sigfried Braun.